# Slovaquie aux Jeux olympiques d'été de 2008

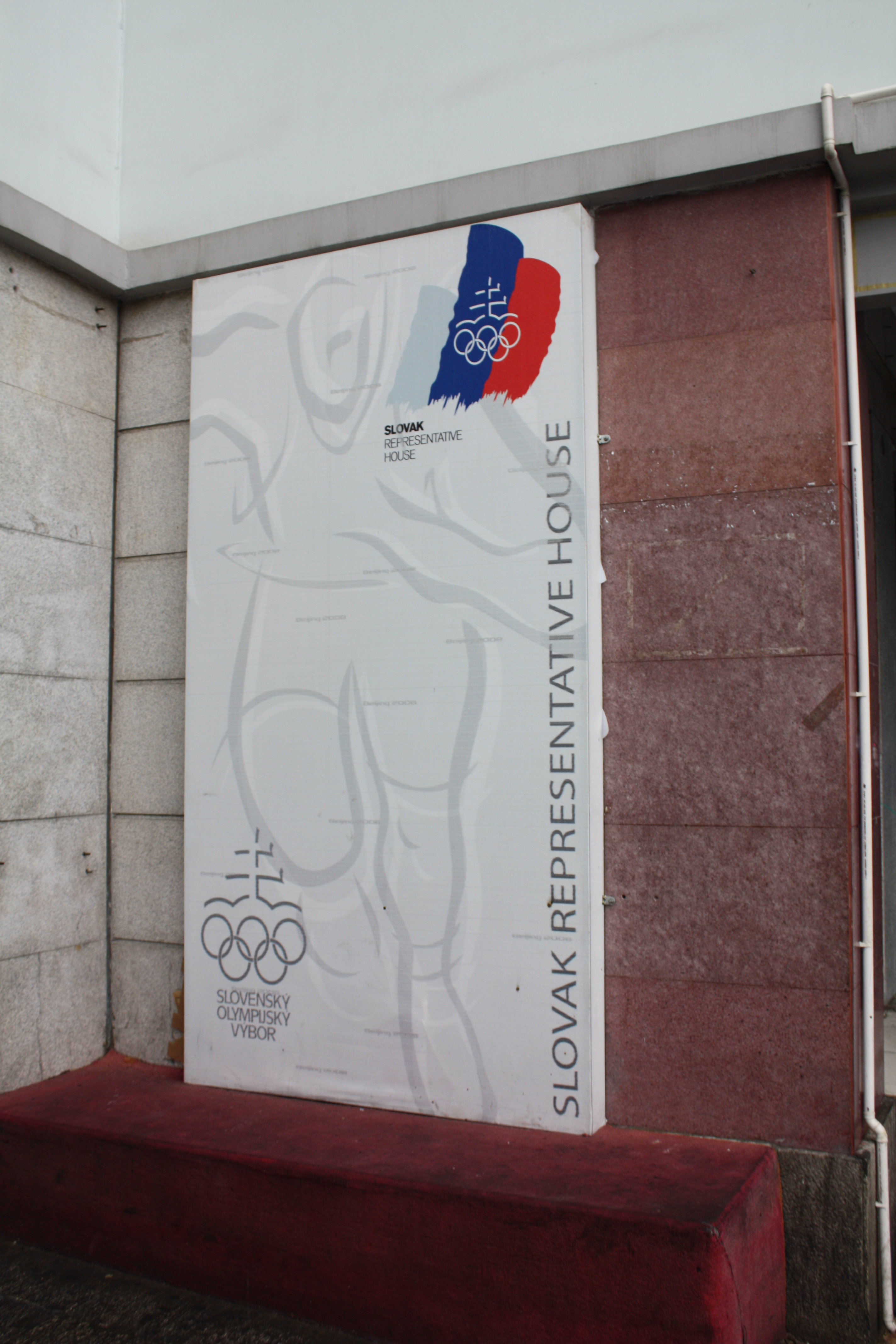
Maison de Slovaquian en Pékin

La Slovaquie participe aux Jeux olympiques d'été de 2008 à Pékin.

## Liste des médaillés slovaques

### Médailles d'or
| Sport              | Discipline             | Sportifs                              | Performance |
| ------------------ | ---------------------- | ------------------------------------- | ----------- |
| Médailles d'or : 3 |                        |                                       |             |
| Canoë-kayak slalom | Canoë monoplace C1 (H) | Michal Martikan                       | 176 s 65    |
| Canoë-kayak slalom | Kayak monoplace K1 (F) | Elena Kaliska                         | 192 s 64    |
| Canoë-kayak slalom | Canoë biplace C2 (H)   | Pavol Hochschorner Peter Hochschorner | 190 s 82    |

### Médailles d'argent
| Sport                      | Discipline                    | Sportifs                                                   | Performance          |
| -------------------------- | ----------------------------- | ---------------------------------------------------------- | -------------------- |
| Médailles d'argent : 3     |                               |                                                            |                      |
| Tir                        | Trap (F)                      | Zuzana Štefečeková                                         | 89 pts               |
| Lutte libre                | 120 kg (H)                    | David Musulbes                                             | Slovaquie 3 - 1 Cuba |
| Canoë-kayak en eaux calmes | 1 000 m kayak à quatre K4 (H) | Michal Riszdorfer Richard Riszdorfer Juraj Tarr Erik Vlček | 2 min 56 s 593       |

## Athlètes slovaques par sports[1]

### Athlétisme

#### Hommes
| euve              | Athlète           | Séries     | Séries | Quarts de finale | Quarts de finale | Demi-finales | Demi-finales | Finale       | Finale |
| euve              | Athlète           | Résultat   | Rang   | Résultat         | Rang             | Résultat     | Rang         | Résultat     | Rang   |
| ----------------- | ----------------- | ---------- | ------ | ---------------- | ---------------- | ------------ | ------------ | ------------ | ------ |
| 800 mètres        | Jozef Repčík      | 1min 48.64 | 5e     | -                | -                | -            | -            | -            | -      |
| 20 km marche      | Matej Tóth        | NC         | NC     | NC               | NC               | NC           | NC           | 1h 23 min 17 | 26e    |
| 50 km marche      | Peter Korcok      | NC         | NC     | NC               | NC               | NC           | NC           | DNF          | /      |
| 50 km marche      | Kazimir Verkin    | NC         | NC     | NC               | NC               | NC           | NC           | 4h 21 min 26 | 47e    |
| 50 km marche      | Milos Batovsky    | NC         | NC     | NC               | NC               | NC           | NC           | 4h 06 min 30 | 35e    |
| Triple saut       | Dmitrij Vaľukevič | 17,08m     | 9e     | -                | -                | -            | -            | -            | -      |
| Saut en hauteur   | Peter Horák       | 2,15m      | 17e    | -                | -                | -            | -            | -            | -      |
| Lancer du poids   | Milan Haborak     | 19,32m     | 14e    | -                | -                | -            | -            | -            | -      |
| Lancer du marteau | Milosalv Konopka  | 71,96m     | 11e    | -                | -                | -            | -            | -            | -      |
| Lancer du marteau | Libor Charfreitag | 76,61m     | 6e Q   | NC               | NC               | NC           | NC           | 78,65m       | 8e     |
| Décathlon         | Slaven Dizdarevic | NC         | NC     | NC               | NC               | NC           | NC           | 7021 PTS     | 24e    |

#### Femmes
| Épreuve           | Athlète          | Séries      | Séries | Quarts de finale | Quarts de finale | Demi-finales | Demi-finales | Finale       | Finale |
| Épreuve           | Athlète          | Résultat    | Rang   | Résultat         | Rang             | Résultat     | Rang         | Résultat     | Rang   |
| ----------------- | ---------------- | ----------- | ------ | ---------------- | ---------------- | ------------ | ------------ | ------------ | ------ |
| 800 mètres        | Lucia Klocová    | 1 min 59.42 | 3e Q   | NC               | NC               | 1 min 58.80  | 3e           | -            | -      |
| Marathon          | Zuzana Sarikova  | NC          | NC     | NC               | NC               | NC           | NC           | 2h 49 min 39 | 67e    |
| 100 mètres haies  | Miriam Bobkova   | 13.65       | 8e     | -                | -                | -            | -            | -            | -      |
| Saut en longueur  | Jana Veldakova   | NM          | /      | -                | -                | -            | -            | -            | -      |
| Triple saut       | Dana Velďáková   | NM          | /      | -                | -                | -            | -            | -            | -      |
| Lancer du marteau | Martina Hrašnová | 72,87m      | 2e Q   | NC               | NC               | NC           | NC           | 71,00m       | 6e     |

### Canoë-kayak

#### En eaux calmes
| Hommes - 1 000 m kayak à quatre (K4) : - Juraj Tarr, Erik Vlcek, Richard Riszdorfer et Michal Riszdorfer - 500 m canoë monoplace (C1) : - Marian Ostrcil - 1 000 m canoë monoplace (C1) : - Marian Ostrcil | Femmes - 500 m kayak biplace (K2) : - Martina Kohlova et Ivana Kmetova |

#### Slalom
| Hommes - Kayak monoplace (K1) : - Peter Cibak - Canoë monoplace (C1) : - Michal Martikan - Canoë biplace (C2) : - Pavol Hochschorner et Peter Hochschorner | Femmes - Kayak monoplace (K1) : - Elena Kaliska |

| Athlète            | Compétition | Éliminatoires  | Éliminatoires  | Demi-finales   | Demi-finales | Finale A       | Finale A          |
| Athlète            | Compétition | Temps          | Rang           | Temps          | Rang         | Temps          | Rang              |
| ------------------ | ----------- | -------------- | -------------- | -------------- | ------------ | -------------- | ----------------- |
| Richard Riszdorfer | K4 1000m    | 2 min 57 s 876 | 2 min 57 s 876 | -              | -            | 2 min 56 s 593 | Médaille d'argent |
| Michal Riszdorfer  | K4 1000m    | 2 min 57 s 876 | 2 min 57 s 876 | -              | -            | 2 min 56 s 593 | Médaille d'argent |
| Erik Vlček         | K4 1000m    | 2 min 57 s 876 | 2 min 57 s 876 | -              | -            | 2 min 56 s 593 | Médaille d'argent |
| Juraj Tarr         | K4 1000m    | 2 min 57 s 876 | 2 min 57 s 876 | -              | -            | 2 min 56 s 593 | Médaille d'argent |
| Marián Ostrčil     | C1 500m     | 1 min 54 s 832 | 5e             | 1 min 58 s 401 | 8e           | -              | -                 |
| Marián Ostrčil     | C1 1000m    | 4 min 00 s 191 | 3e             | 4 min 03 s 696 | 5e           | -              | -                 |

| Athlète            | Compétition | Éliminatoires | Éliminatoires | Demi-finales | Demi-finales | Finale A   | Finale A      |
| Athlète            | Compétition | Temps         | Rang          | Temps        | Rang         | Temps      | Rang          |
| ------------------ | ----------- | ------------- | ------------- | ------------ | ------------ | ---------- | ------------- |
| Peter Cibak        | K1          | 172.95 pts    | 11e           | 89.41 pts    | 12e          | -          | -             |
| Michal Martikán    | C1          | 170.15 pts    | 1er           | 88.92 pts    | 1er          | 176.65 pts | Médaille d'or |
| Pavol Hochschorner | C2          | 186.73 pts    | 1er           | 94.88 pts    | 2e           | 190.82 pts | Médaille d'or |
| Peter Hochschorner | C2          | 186.73 pts    | 1er           | 94.88 pts    | 2e           | 190.82 pts | Médaille d'or |

### Cyclisme

#### Route
Hommes
- Contre la montre individuel :
  - Matej Jurčo
- Course sur route :
  - Roman Broniš
  - Matej Jurčo
  - Ján Valach

| Athlète     | Compétition      | Temps         | Rang |
| ----------- | ---------------- | ------------- | ---- |
| Ján Valach  | Course en ligne  | 6 h 34 min 26 | 61e  |
| Matej Jurčo | Contre-la-montre | 1 h 07 min 52 | 28e  |

#### V.T.T.
Femmes
- Cross-country :
  - Janka Stevkova

### Gymnastique

#### Artistique
Femmes
- Qualification :
  - Ivana Kovacova

### Judo
Hommes
- 100 kg :
  - Zoltan Palkovacs

### Lutte

#### Libre
Hommes
- 120 kg :
  - David Musulbes

### Tennis
| Hommes - Simple : - Dominik Hrbatý | Femmes - Simple : - Daniela Hantuchová - Dominika Cibulková - Double : - Daniela Hantuchová et Janette Husárová |

### Tennis de table
Femmes
- Simple :
  - Eva Odorova

### Tir
| Hommes - 50 m rifle couché : - Jozef Gonci - 50 m rifle 3 positions : - Jozef Gonci - 50 m pistolet : - Pavol Kopp - 10 m pistolet à air : - Pavol Kopp - Trap : - Mario Filipovic - Erik Varga | Femmes - 10 m rifle à air : - Daniela Peskova - 50 m rifle 3 positions : - Daniela Peskova - Trap : - Zuzana Štefečeková - Skeet : - Danka Bartekova |

### Triathlon
Hommes
- Pavel Simko

### Voile
Hommes
- RS:X :
  - Patrick Pollak